# イギリス国鉄150形気動車

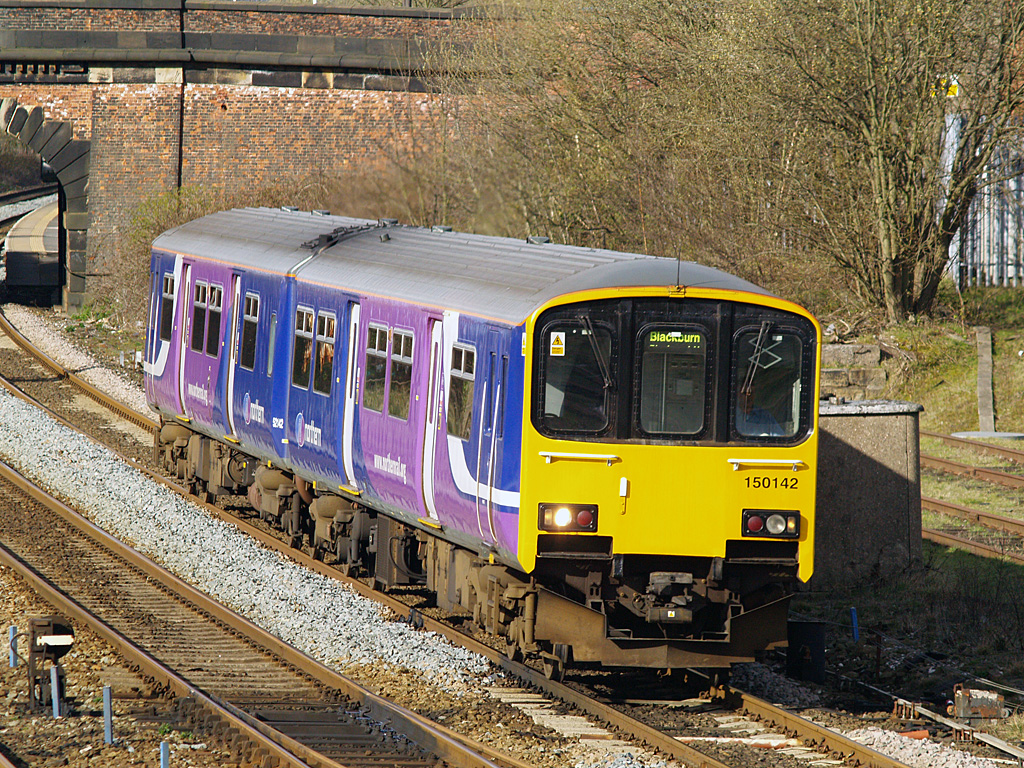
ノーザン・レールの150形非貫通車

イギリス国鉄150形気動車（British Rail Class 150）は、1984年から1987年にかけて製造されたイギリス国鉄の気動車である。愛称は「スプリンター」（Sprinter）。国鉄第一世代気動車の代替を目的に、BRELのヨーク工場で合計137編成が製造された。

## 概要
地域輸送用の国鉄第二世代気動車「スプリンター」シリーズの最初の形式として、1984年に投入を開始した。車体設計はマーク3客車に準じたもので、両開き扉が片側2箇所に配置されている。機関は出力235馬力、最高速度は120km/hである。
1984年、試作車として3両編成で前面非貫通の150/0形（Class 150/0）が2編成登場した。
前期量産車の150/1形（Class 150/1）は前面非貫通の2両編成となり、50編成が投入された。最終増備の150/2形（Class 150/2）は前面貫通型となり、2両編成85本が投入されている。

## 運用
2020年現在は以下の運行会社が運用している。
- グレート・ウェスタン・レールウェイ
- ノーザン・トレインズ（英語版）
- トランスポート・フォー・ウェールズ・レール・サービス（英語版）